# منشأة العباسة
قرية منشأة العباسة هي إحدى القرى التابعة لمركز أبو حماد في محافظة الشرقية في جمهورية مصر العربية. حسب إحصاءات سنة 2006، بلغ إجمالي السكان في منشأة العباسة 6604 نسمة، منهم 3332 رجل و3272 امرأة.